# Liste der Kulturgüter in Innertkirchen
Die Liste der Kulturgüter in Innertkirchen enthält alle Objekte in der Gemeinde Innertkirchen im Kanton Bern, die gemäss der Haager Konvention zum Schutz von Kulturgut bei bewaffneten Konflikten, dem Bundesgesetz vom 20. Juni 2014 über den Schutz der Kulturgüter bei bewaffneten Konflikten sowie der Verordnung vom 29. Oktober 2014 über den Schutz der Kulturgüter bei bewaffneten Konflikten unter Schutz stehen.
Objekte der Kategorien A und B sind vollständig in der Liste enthalten, Objekte der Kategorie C fehlen zurzeit (Stand: 26. Februar 2024). Unter übrige Baudenkmäler sind geschützte Objekte zu finden, die im Bauinventar des Kantons Bern als «schützenswert» verzeichnet sind.

## Kulturgüter
| Foto |                                                                                              | Objekt                                                            | Kat. | Typ | Standort                              | Beschreibung |
| ---- | -------------------------------------------------------------------------------------------- | ----------------------------------------------------------------- | ---- | --- | ------------------------------------- | --- |
| ja   | Datei hochladen · Wikidata zu Bauernhaus Wyler Sunnsiten (Q19362606)                         | Bauernhaus Wyler Sunnsiten KGS-Nr.: 09223                         | A    | G   | Feldweg 6 661625 / 173429             | Dieses um 1561/63 erbaute ehemalige Bauernhaus (heute reine Wohnnutzung) ist ein Blockbau mit gemauertem Kellersockel und schwach geneigtem Satteldach. Beide Giebelseiten und die talseitige Trauffront sind als Schaufassaden aufwendig gestaltet. Wichtige Gestaltungselemente sind die stark plastischen Elemente wie der kräftige Schwellenvorkrag, die Blockkonsolen und die Laube. |
| ja   | Datei hochladen · Wikidata zu Säge Mühletal (Q19362607)                                      | Säge Mühletal KGS-Nr.: 09914                                      | A    | G   | Milital 642b 663250 / 174059          | Im 18. Jahrhundert erbautes Sägewerk, seit 1975 als Museum genutzt. Lang gestreckter Ständerbau mit Vertikalverschalung über gemauertem, teilweise offenem Sockel. Das benötigte Wasser wurde durch einen, heute nur teilweise erhaltenen, Holzkänel aus der Schlucht den Hang entlang hergeführt. Die Anlage war Teil eines nicht mehr existierenden Eisenbergwerks.                     |
| BW   | Datei hochladen · Wikidata zu Reformierte Kirche Gadmen mit ehemaligem Pfarrhaus (Q29652143) | Reformierte Kirche Gadmen mit ehemaligem Pfarrhaus KGS-Nr.: 00901 | B    | G   | Gadmen 298, 297, 297c 669880 / 176755 | Das nach dem Dorfbrand von 1722 neu aufgebaute Kirchengebäude ist ein schlichter Rechteck-Saalbau mit geknicktem, schindelgedecktem Walmdach und Dachreiter sowie heraldischen Malereien im Innern. Daneben steht das in den Jahren 1809 bis 1814 erbaute ehemalige Pfarrhaus, ein repräsentativer Blockbau mit gemauertem Kellersockel und Viertelwalmdach.                              |

## Übrige Baudenkmäler
Hinweis: Anstelle der KGS-Nummer wird als Objekt-Identifikator (ID) die Grundstücksnummer verwendet.
| ID                             | Foto |                                                                         | Objekt                                                           | Typ | Standort                                        | Beschreibung |
| ------------------------------ | ---- | ----------------------------------------------------------------------- | ---------------------------------------------------------------- | --- | ----------------------------------------------- | --- |
| 7                              | ja   | Datei hochladen · Wikidata zu Reformierte Helfereikirche (Q16101818)    | Reformierte Helfereikirche (1840)                                | G   | Sustenstrasse 4 660581 / 173099                 | |
| 28                             | BW   | Datei hochladen                                                         | Zentrale der Kraftwerke Oberhasli und Trafo-Reparaturturm (1928) | G   | Grimselstrasse 25 660816 / 172523               | |
| 30                             | ja   | Datei hochladen · Wikidata zu Ehemaliges Bauernhaus (1649) (Q126486585) | Ehemaliges Bauernhaus (1649)                                     | G   | Bottigenstrasse 5 660581 / 173063               | |
| 124; 183                       | ja   | Datei hochladen · Wikidata zu Triftwasserbrücke (Q126485755)            | Triftwasserbrücke (1932)                                         | G   | Gadmen, Bidmi N.N. 666866 / 174630              | Balkenbrücke von 1932 über das Triftwasser vom Bauingenieur Robert Maillart erbaute Strassenbrücke. |
| 127                            | BW   | Datei hochladen                                                         | Gaulihütte (1895)                                                | G   | Gaulihütte SAC 398a 659588 / 163916             | |
| 159; 1482                      | BW   | Datei hochladen                                                         | Bauernhaus (2. Hälfte 16. Jh.)                                   | G   | Understock 43, 45 660515 / 171419               | |
| 189; 816                       | BW   | Datei hochladen                                                         | Ehemaliges Bauernhaus (1595)                                     | G   | Grundstrasse 23, 25 660282 / 172778             | |
| 220                            | ja   | Datei hochladen                                                         | Ehemaliges Bauernhaus (1620)                                     | G   | Understock 37 660608 / 171459                   | |
| 296; 721                       | BW   | Datei hochladen                                                         | Bauernhaus (16. Jh.)                                             | G   | Äppigenstrasse 24, 26 660072 / 173751           | |
| 329                            | BW   | Datei hochladen                                                         | Bauernhaus (um 1780)                                             | G   | Staldenstrasse 12 661513 / 173243               | |
| 415                            | BW   | Datei hochladen                                                         | Wohnhaus (1862)                                                  | G   | Miliweg 4 660992 / 172949                       | |
| 488; 1130                      | BW   | Datei hochladen                                                         | Ehemaliges Bauernhaus (1565)                                     | G   | Grundstrasse 45, 47 660368 / 172620             | |
| 514; 568                       | BW   | Datei hochladen                                                         | Bauernhaus (1733)                                                | G   | Sustenstrasse 24, 26 661026 / 173302            | |
| 530                            | ja   | Datei hochladen                                                         | Hotel Engstlenalp (1892)                                         | G   | Engstlen 519d 660779 / 173024                   | |
| 653                            | BW   | Datei hochladen                                                         | Ehemaliges Bauernhaus (um 1840)                                  | G   | Bottigenstrasse 11 660779 / 173024              | |
| 657                            | ja   | Datei hochladen                                                         | Steinbogenbrücke (1845)                                          | G   | Wyler N.N. 661622 / 173313                      | |
| 658                            | ja   | Datei hochladen                                                         | Steinbrücke über Gadmerwasser (1811)                             | G   | Hinderflieli N.N. 662308 / 173597               | |
| 734                            | BW   | Datei hochladen                                                         | Ehemaliges Bauernhaus (1596)                                     | G   | Eggweg 1, 3 661382 / 173275                     | |
| 750                            | BW   | Datei hochladen                                                         | Bauernhaus (1643)                                                | G   | Bielenweg 5 659949 / 173085                     | |
| 779                            | BW   | Datei hochladen                                                         | Ehemaliges Bauernhaus (1696)                                     | G   | Gadmen, Eisiboden 69, 69a 665835 / 174951       | |
| 821                            | BW   | Datei hochladen                                                         | Wohnhaus (1905)                                                  | G   | Dorfstrasse 24 660045 / 173149                  | |
| 827                            | BW   | Datei hochladen                                                         | Ehemaliges Bauernhaus (1562)                                     | G   | Miliweg 5 660969 / 172965                       | |
| 901                            | BW   | Datei hochladen                                                         | Ehemaliges Bauernhaus (1783)                                     | G   | Gadmen, Hopflauenen 3 664211 / 174042           | |
| 931                            | BW   | Datei hochladen                                                         | Gasthof Tännler (1633)                                           | G   | Sustenstrasse 33 661400 / 173342                | |
| 964                            | BW   | Datei hochladen                                                         | Ehemaliges Bauernhaus (1722)                                     | G   | Oberbottigenweg 1, 3 660914 / 172975            | |
| 969                            | BW   | Datei hochladen                                                         | Ferienhaus (1961/62)                                             | G   | Boden 585a 661818 / 174000                      | |
| 1035                           | BW   | Datei hochladen                                                         | Ehemaliges Doppelbauernhaus (um 1592)                            | G   | Grundstrasse 1 660267 / 172954                  | |
| 1038                           | BW   | Datei hochladen                                                         | Speicher (1660)                                                  | G   | Gadmen, Schwand Wenden 269 671435 / 176902      | |
| 1097                           | BW   | Datei hochladen                                                         | Ehemaliges Doppelbauernhaus (um 1592)                            | G   | Dorfstrasse 9 660274 / 172946                   | |
| 3; 656; 1104; 1105; 1106; 1282 | BW   | Datei hochladen                                                         | Sustenstrasse (1938–1945)                                        | G   | Sustenstrasse N.N. 669440 / 176047              | Dazu gehören über die Strecke Innertkirchen–Sustenpasshöhe verteilt, Brücken – so auch von Robert Maillart – über Gadmerwasser, Gental, Schwarzbrunnen- und Grossgraben, sowie Tunnels und weitere Kunstbauten. |
| 1317; 1466                     | BW   | Datei hochladen                                                         | Ehemaliges Bauernhaus (1828)                                     | G   | Gadmen, Obere Fuhren 178, 178a 668362 / 175818  | |
| 1391; 1445                     | BW   | Datei hochladen                                                         | Ehemaliges Bauernhaus (1760)                                     | G   | Gadmen, Mühleschlucht 292, 292a 669836 / 176543 | |
| 1479                           | BW   | Datei hochladen                                                         | Ehemaliges Bauernhaus (1843)                                     | G   | Heejiweg 33 660655 / 172920                     | |
| 1567                           | BW   | Datei hochladen                                                         | Speicher (1760)                                                  | G   | Gadmen, Bi Spychere 273 671327 / 176809         | |
| 1583                           | BW   | Datei hochladen                                                         | Ehemaliges Bauernhaus (1836)                                     | G   | Gadmen, Mühlestalden 126 665987 / 174912        | |